# Roche du Thala Dan
Der Roche du Thala Dan (französisch) ist ein submariner Rifffelsen vor der Küste des ostantarktischen Adélielands. Er liegt östlich der Île du Ressac.
Französische Wissenschaftler benannten ihn nach dem Schiff Thala Dan, das am 12. Dezember 1976 vergeblich versuchte, die Dumont-d’Urville-Station anzulaufen.